# Tuska Open Air Metal Festival

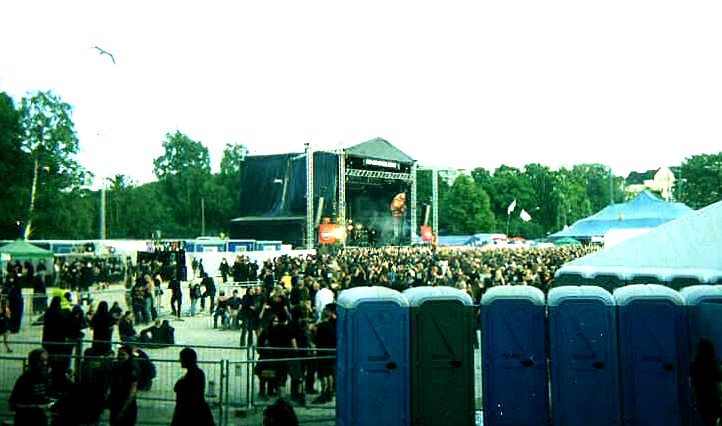
L'edizione del 2004 del Tuska Open Air Festival

Il Tuska Open Air Festival è il più importante festival heavy metal della Finlandia.
La prima edizione risale al 1998. Si svolge in tre giorni nella prima metà di luglio a Helsinki nell'ampio parco di Kaisaniemi, nel centro della città.
L'esplosione di numerose band della scena scandinava attirò sempre maggior interesse verso questo festival, tra i più rilevanti del Nord Europa.
Dal 1998 la rilevanza è cresciuta grazie alla notorietà dei gruppi partecipanti, di conseguenza anche il pubblico si è accresciuto fino a giungere a quota 30.000 unità dell'edizione 2006 (coi gruppi Venom, Sodom, Opeth e Celtic Frost come gruppo principale).

## Etimologia del nome
Tuska, in finlandese, significa dolore o agonia.

## Ospiti più importanti

### 1998
Absurdus, Am I Blood, Babylon Whores, Barathrum, Corporal Punishment, Gandalf, Gorgoroth, Impaled Nazarene, Kyyria, Timo Rautiainen & Trio Niskalaukaus

### 1999
...And Oceans, 45 Degree Woman, Amorphis, Barathrum, Dark Tranquillity, Gandalf, Lullacry, Nightwish, Sentenced, Tarot, The 69 Eyes, Timo Rautiainen & Trio Niskalaukaus, Twilight Opera

### 2000
Babylon Whores, Children of Bodom, Eternal Tears of Sorrow, Finntroll, Gamma Ray, Impaled Nazarene, Lullacry, Nightwish, Satyricon, The Crown, Timo Rautiainen & Trio Niskalaukaus - To/Die/For

### 2001
45 Degree Woman, Amon Amarth, Amorphis, Finntroll, Gandalf, Impaled Nazarene, In Flames, Katatonia, Stratovarius, The 69 Eyes, Timo Rautiainen & Trio Niskalaukaus, Transport League

### 2002
Ajattara, Bruce Dickinson, Ensiferum, Impaled Nazarene, Machine Head, Marduk, Moonsorrow, Nightwish, Sentenced, Sonata Arctica, The Crown, Timo Rautiainen & Trio Niskalaukaus

### 2003
Amorphis, Arch Enemy, Barathrum, Behemoth, Children of Bodom, Edguy, Finntroll, Immortal, Lordi, Lullacry, Mauron Maiden, Ministry, Moonsorrow, Sentenced, Soulfly, Stratovarius, Tarot, The 69 Eyes, The Haunted, Timo Rautiainen & Trio Niskalaukaus, Type O Negative

### 2004
Beseech, Chaosbreed, Dark Funeral, Dark Tranquillity, Death Angel, Dew-Scented, Dio, Dismember, Ensiferum, Fear Factory, In Flames, Impaled Nazarene, Nasum, Nightwish, Soilwork, Sonata Arctica, Timo Rautiainen & Trio Niskalaukaus

### 2005
Accept, Ajattara, Apocalyptica, Children of Bodom, Destruction, Dimmu Borgir, Evergrey, Finntroll, Gamma Ray, Lake of Tears, Mnemic, Monster Magnet, Naglfar, Primal Fear, Sentenced, Skyclad, Testament, Wintersun

### 2006
Amorphis, Anathema, Arch Enemy, Burst, Celtic Frost, Deathstars, Epica, Freedom Call, Impaled Nazarene, Opeth, Sodom, Sonata Arctica, Tarot, The Sisters of Mercy, Timo Rautiainen, Venom, Wintersun

### 2007
Children of Bodom, Emperor, Immortal, W.A.S.P., DragonForce, D'espairsRay, Katatonia, Pain, Finntroll, Hatesphere, Mercenary, Moonsorrow, Vader, Legion of the Damned, Imperia, Insomnium, Brother Firetribe, 45 Degree Woman, Naildown, Nicole, Stratovarius

### 2008
Amon Amarth, Before the Dawn Behemoth, Carcass, Diablo, Dimmu Borgir, Discard, Dream Evil, Dying Fetus, Entombed, Fields of the Nephilim, Ghost Brigade, Job For A Cowboy, Kalmah, Killswitch Engage, Kiuas, Kreator, KYPCK, Mokoma, Morbid Angel, Nile, Noxa, Primordial, Shade Empire, Slayer, Sonata Arctica, Sotajumala, Stam1na, The Scourger, The Sorrow, Tracedawn, Týr

### 2010, 2-4 luglio
| Main Stage                                                                                                   | |                                                                                        |
| Venerdi 2 luglio                                                                                             | Sabato 3 luglio | Domenica 4 luglio                                                                      |
| Megadeth Kamelot Pain Satyricon Bloodbath Turmion Kätilöt Insomnium Ihsahn Trigged the Bloodshed Rytmihäiriö | Testament Cannibal Corpse Nevermore Hypocrisy Obituary Swallow The Sun Warmen Devin Townsend Project Blake Barren Earth | W.A.S.P. Fintroll Nile Overkill Tarot Amatory Crowbar Torture Killer Sotajumala FN2000 |

### 2011
At the Gates, Arch Enemy, Exodus, Meshuggah, Killing Joke, Enslaved, Moonsorrow, Witchery, Agnostic Front, Kvelertak, Spiritual Beggars, Electric Wizard, Grave, Mygrain, Church of Misery, Misery Index.

### 2012
Alcest, Amoral, Animals as Leaders, Apocalyptica, Arcturus, Baroness, Behemoth, Demigod, Edguy, Exodus, For The Imperium, Hatebreed, Horna, Insomnium, Jess and the Ancient Ones, Lamb of God, Megadeth, Metsatöll, Ministry, Mokoma, Napalm Death, One Morning Left, Overkill, Profane Omen, Sabaton, Saint Vitus, Skeletonwitch, Sonata Arctica, Suicide Silence, Suidakra, Swallow The Sun, Textures, The Man-Eating Tree, Trivium, Victims, Winterwolf

### 2013
Nightwish, King Diamond, Testament, Bolt Thrower, Kreator, Amorphis, Stam1na, Soilwork, Stratovarius, Wintersun, Amaranthe, Ihsahn, Leprous, Asking Alexandria, Tesseract, Von, Urfaust, We Butter the Bread with Butter, Deathchain, Black City, Abhorrence, Torture Killer, Dreamtale, Hateform, Santa Cruz

### 2014
Emperor, Anthrax, Dimmu Borgir, Children of Bodom, Satyricon, Bring Me the Horizon, Neurosis, Carcass, Stone, Shining, Turmion Kätilöt, Insomnium, Ensiferum, Orphaned Land, Metal Church, Poisonblack, We Came as Romans, Battle Beast, Tankard, Hamferð, Powerwolf, Santa Cruz, Beastmilk, Amoral, Speedtrap, Cutdown, Altair, Arion e altri